# Література бароко
Бароко — літературний і загальномистецький напрям, що зародився в Італії та Іспанії в середині XVI століття, поширився на інші європейські країни, де існував упродовж XVI—XVIII століть.

## Походження терміна «бароко»
Термін «бароко» був уведений у XVIII столітті, причому не представниками напряму, а їхніми супротивниками — класицистами, які вбачали в мистецтві бароко цілком негативне явище. До речі, із засудженням ставилися до бароко й у XX столітті, зокрема — в офіційному радянському літературознавстві. Нерідко взагалі відкидалася сама можливість існування цього напряму в українській літературі.
Етимологія терміну «бароко» не визначена й сьогодні. Так, існують принаймні три версії щодо його походження. Відповідно до першої, термін сходить до португальського виразу «perola Barroca» — «перлина неправильної форми». За словами Альбрехта Шене, це «екзотичне коштовне, мерехтливе багатокольоровим переливом, нерівномірне й незавершене за формою утворення перлини щасливо підійшло до назви доби».
За другою версією, термін «бароко» походить від латинського «baroco». Ця назва використовувалась у схоластичній логіці стосовно одного з різновидів силогізму, що відзначався особливою складністю та дивовижністю.
Згідно з третьою, найменш поширеною версією походження терміна «бароко», він сходить до французького жаргонізму художніх майстерень «baroquer», який означав «розчиняти, пом'якшувати контур».
Термін «бароко» вперше був застосований для характеристики стилю архітектурних споруд. Але згодом його починають вживати для позначення інших мистецьких явищ. У XVIII столітті термін «бароко» застосовують до музики, у XIX столітті його вживають стосовно скульптури та живопису. Наприкінці XIX століття починають говорити про бароко в літературі. Вважається, що першим термін «бароко» щодо літератури використав Фрідріх Ніцше: у 1878 році видатний філософ писав про бароковий стиль грецького дифірамба, а також про бароковий період грецького красномовства.
Але справжнє поширення терміна стосовно літературних явищ розпочинається після того, як швейцарський філолог Генріх Вельфлін видав у 1888 році свою книгу «Ренесанс і бароко». Порівнюючи два твори італійської літератури XVI століття — «Шалений Роланд» Аріосто і «Звільнений Єрусалим» Тассо,— Г. Вельфлін говорить про їхні відмінності як про відмінності стилів — ренесансу й бароко. Вже через п'ять років після опублікування праці Г. Вельфліна, у 1893 році, польський історик і філолог Едвард Порембович вживає термін «бароко» в монографії, присвяченій поетові А. Морштину.
На початку XX століття розпочинаються дискусії про бароко у східнослов'янських літературах, зокрема — в українській літературі. Так, після жвавої дискусії на сторінках української періодики народилася думка про бароко як найхарактерніше вираження українського національного стилю в мистецтві. Згодом відомі літературознавці О. Білецький та І. Єрьомін, аналізуючи творчість Симеона Полоцького, вводять поняття «бароко».

## Літературні течії, наближені до бароко
Термін «бароко» дає можливість об'єднати в середині цього літературного напряму чимало течій і шкіл, які існували здебільшого в XVII столітті й відзначалися типологічно спорідненими рисами. Серед них італійський маринізм (школа поета Джамбаттісти Маріно), іспанський ґонґоризм (школа, пов'язана з іменем поета Ґонгори-і-Арґоте), французька преціозна література (салон маркізи де Рамбульє), англійська «метафізична школа» (Джон Донн та інші), німецька «друга сілезька школа» (X. Г. Гофман-Свальдау). До літератури європейського бароко, окрім вищезгаданих засновників і лідерів шкіл, належать Педро Кальдерон де ла Барка, Тірсо де Моліна, Кеведо (Іспанія); Тассо, Базіле (Італія); Сорель, д'Обіньє, Скюдері (Франція); Уебстер, Кер'ю, Саклінґ (Англія); Ґріфіус, Лоенштейн, Мошерош Ґріммельсгаузен (Німеччина); Хуана де ла Крус (Мексика); Ґундуліч (Хорватія); Зріньї (Угорщина); В. Потоцький, С. Твардовський, А. Морштин (Польща) та інші. До українського літературного бароко можна зарахувати творчість Мелетія Смотрицького, Симеона Полоцького, Митрофана Довгалевського, Івана Величковського, Стефана Яворського, Феофана Прокоповича.

## Філософія та естетика бароко
Розквіт європейського літературного бароко припадає на XVII століття, яке поєднує дві великі епохи — Ренесанс і Просвітництво. Бароко, що приходить на зміну Ренесансові, тривалий час розглядалося як зворотний бік останнього, як «реакційне» мистецтво. Таку традицію негативної оцінки бароко започаткував Г. Вельфлін, який вважав бароко занепадницькою формалістичною течією. Воно, мовляв, належить до тих напрямів, що характеризують кінцевий етап розвитку кожного мистецького періоду. Стверджувалося в літературознавстві також і те, що бароко, яке заперечує Ренесанс, являє собою «крок назад» — від доби Відродження до середніх віків. Однак подібний погляд на таке складне й суперечливе явище, яким є бароко, вкрай однобічний і поверховий. Правильніше вбачати в бароковому напрямі синтез мистецтва двох епох — Відродження та Середньовіччя (Готики). Дійсно, бароко звертається до змісту й форм готичного мистецтва. Але воно аж ніяк не відмовляється від ренесансних культурних здобутків. У бароко можна спостерігати елементи двох великих стилів.
Проте бароко не тільки синтезувало мистецтво готики й ренесансу. Воно має також цілу низку оригінальних стилістичних і поетичних рис. Барокова література рухлива й динамічна, їй притаманні трагічна напруженість і трагічне світосприйняття. І хоча художня концепція бароко так само гуманістично спрямована, як і ренесансова, в ній, на відміну від світлого, оптимістичного, життєрадісного мистецтва Відродження, посилюються настрої песимізму, скепсису, розчарування. Людина, згідно з провідною бароковою ідеєю, це піщинка у Всесвіті. Життя її — скороминуще, в ньому панують випадок і фатум. Найпоширенішими темами літератури бароко стають «Memento mori!» (пам'ятай про смерть!) і «Vanitas» (суєта). Людина приречена на життєву суєту і страждання, а також на смерть, що є спасінням від скорбот життя. Так, іспанський поет Ґонґора-і-Арґоте закликає не поспішати народжуватися «в ім'я життя», а навпаки — поспішити вмерти. Життя в дисгармонійному й хаотичному світі, на думку одного з найвидатніших представників німецького бароко Андреаса Ґріфіуса, є гіршим за смерть.
Людина бароко, на відміну від цільних натур літератури ренесансу, є роздвоєною. Людина бароко — це, за образом англійського поета Дж. Донна, черв, який плазує у бруді та крові. І разом зі скороминучим життям приреченої людини мають загинути всі явища природи, взагалі все, що живе. Так, ліричний герой А. Ґріфіуса із захопленням дивиться на чудову троянду, але думає не про її красу, а про те, що незабаром вона зів'яне.
Часто дійсність для письменників барокового напряму втрачає свою реальність. Вона стає примарною та ілюзорною. Взагалі протиставлення реальності і ілюзії — один з найхарактерніших елементів антитетичного барокового світосприйняття. Недарма Кальдерон називає свою драму «Життя є сон». Дві дійсності — реальна і містифікована — співіснують і в кальдеронівській п'єсі «Дама-невидимка». Нерідко Всесвіт тлумачиться в бароко як мистецький твір. Звідси — поширені барокові метафори: «світ-книга» і «світ-театр».

## Поетика бароко
Поетика літературного бароко поєднує в собі різнорідні, протилежні елементи й форми. Бароко гармонійно сполучає трагічне з комічним, піднесене з вульгарним, жахливе з кумедним. Примхливо синтезуються в ньому християнські та язичницькі елементи. Так, Богородиця йменується Діаною, хрест порівнюється з тризубом Нептуна, в богословських трактатах з'являються амури й купідони тощо. Таке поєднання «непоєднанного» і стає однією з найхарактерніших барокових рис. Поетика бароко органічно «сплавляє» символіку з побутовим натуралізмом, аскетику — з гедонізмом, сакральне — із жартівливим. Для митців бароко немає абсолютно нічого, що не могло б співіснувати. За допомогою метафори все можливо поєднати. Головне, аби таке примхливе сполучення вражало й було дотепним. А щоб виявляти свою дотепність, вважає італійський теоретик бароко Емануеле Тезауро, необхідно якраз поєднувати смішне і сумне, трагічне і комічне, бо «не існує явища ані настільки серйозного, ані настільки сумного, ані настільки піднесеного, щоб воно не могло обернутися на жарт і за формою, і за змістом».
Дотепність, парадоксальність, контрастність сполучення найбільше цінувалися теоретиками та практиками бароко. Проблемам дотепності були присвячені цілі трактати, які закладали фундамент нової поетики. Серед них «Дотепність, або Мистецтво вишуканого розуму» (1648 р.) іспанського філософа Б. Ґрасіана та «Підзорна труба Аристотеля» (1655 р.) вищезгаданого Е. Тезауро. Дотепність вважалася також основою художнього пізнання дійсності. Так, Бальтасар Ґрасіан вбачає в дотепності «можливість проникати в суть найвіддаленіших предметів і явищ, миттєво комбінувати їх і зводити воєдино».
Парадоксальне поєднання «непоєднанного» покликане вражати й дивувати. Один з найвизначніших ліриків бароко — італієць Дж. Маріно зазначав, що метою поета є «дивовижне та вражаюче», а хто не здатен здивувати, мусить іти до стайні. Маріно став винахідником характерної барокової поетичної форми — так званих «кончетто». Це були словосполучення з неочікуваними мовленнєвими зворотами, парадоксальними епітетами, оксюморонами. В поезії Маріно натрапляємо й на «радісний біль», і на «багатого жебрака», і на «німого промовця». Зірки в Маріно — «жаринки вічного кохання» та «смолоскипи поховання». Подібні до кончетто форми спостерігаються й у видатного іспанського барокового поета Ґонґори-і-Арґоте. Серед образів його поетичних творів — «блаженна мука» та «найсолодша отрута», а людське життя зображується як «скажений звір», що переслідує свою тінь. До речі, власних кончеттистів мало й українське бароко (Л. Баранович, І. Величковський).
Однією з типових рис літератури бароко є його інакомовність. Е. Тезауро заявляв: «Щоб проявити дотепність, слід позначити поняття не просто й прямо, а інакомовно, користуючись силою вимислу, тобто новим і неочікуваним способом». Інакомовність спричинена й такими рисами барокової поетики, як символізм, алегоризм, емблематизм. Отже, ускладненість стає ще однією характерною рисою літератури бароко. За бароковою естетичною концепцією, твори мають бути важчими для сприйняття. Як наголошував Б. Ґрасіан, «чим важче пізнається істина, тим приємніше її осягнути». До того ж, від твору вимагалася можливість різних його тлумачень. Літературні твори бароко ускладнені багатьма позалітературними засобами.

## Улюблені метафори письменників бароко
У письменників бароко був цілий набір улюблених метафор. Одна з них — «життя — це сон». Вона надзвичайно яскраво втілилася, наприклад, у найвідомішій п'єсі П. Кальдерона, що так і називається — «Життя — це сон».
Цю метафору залюбки використовували й інші письменники західноєвропейського бароко: «Це сон. Проснись — нема. Десь він далеко лине./ Ми ж мусим уловить питоме і нетлінне» (М. Опіц) або: «Людино, сутня стань: сей світ як сон мина» (А. Сіліезіус). Полюбляли її також поети українського бароко. Так, І. Величкоський (XVII ст.) зауважував: «Світ сей сну єсть подобен,/ А щастє драбині:/ Восходять і низходять / По ній мнозі нині» («Ліствиця Іаковля»). Та саме іспанець Кальдерон своїм твором уславиви цю метафору на весь світ і обезсмертив її в пам'яті багатьох поколінь.
Ще одна улюблена метафора митців бароко — «світ — це театр». Показово, що над входом до театру «Глобус», де працював Шекспір (а він жив наприкінці доби Відродження й останні його твори уже позначені впливом бароко), було написано: «Увесь світ лицедіє» (читай: «Світ — це театр»).
І взагалі бароко було схильне сприймати всю історію людства як захоплююче й повчальне театральне дійство: «Бо все навколо нас — одні фальшиві маски./ Печалей і страждань, ненависті і ласки» (А. Гріфіус). Подібно тлумачилося і життя однієї людини: «Пішов останній акт моєї драми,/ Остання миля мандрівок моїх,/ Все швидший рух до рубежів сумних,/ До всім навстріч розчахнутої брами» (Дж. Донн).
А придворний драматург іспанського короля монах-францисканець П.Кальдерон утілював метафору «світ — це театр» не лише у творах, а й «поширив її дію» на своє власне життя і навіть смерть. Незадовго до своєї кончини він написав заповіт, у якому розписав «сценарій» власного поховання. З тих записів було видно, що Кальдерон захотів перетворити власний похорон на своєрідний спектакль, аби присутні ще раз замислилися про скороминучість людського життя, а також про те, що їм доведеться постати перед Божим Судом. За його заповітом, у день похорону в різних містах Іспанії ставилися його ауто (одноактні п'єси на сюжети Священного Писання). І взагалі театр для тієї доби в Іспанії був таким значущим, що грошей на нього держава не шкодувала: іноді постановки влаштовували на острові, а глядачі (а поміж них і сам король Іспанії!) спостерігали за виставою з плаваючих човнів.
Перелік улюблених метафор бароко можна продовжити: «світ — лабіринт», «світ — ярмарок», «світ — книга» та ін.

## Українське бароко
Українське бароко виникає на зламі XVI—XVII століть і розвивається протягом двох віків. «Справжній початок бароко,— зазначає Д. Чижевський,— це Мелетій Смотрицький, це проповіді та почасти вірші Кирила Транквіліона Ставровецького, а повна перемога бароко — утворення київської школи. Найбільшими культурно-політичними успіхами, які відігравали велику роль в історії українського барокового письменства, були: відновлення православної ієрархії 1620 року та заснування київської школи 1615 року й її реформи, проведені Могилою (1644 р.) та Мазепою (1694 р.). І нові ієрархи, і професори Академії були головними репрезентантами бароко».
 Бароко в Україні поширюється в усіх жанрах тодішньої літератури. В поезії українського бароко виникає силабічний вірш, поряд з яким існує також вірш народний. Найвідомішим жанром барокової поезії була духовна пісня. Різноманітні жанрові форми існують і всередині поезії світської: філософська й еротична лірика, панегірик та епіграма, пейзажні та емблематичні вірші тощо.
Чи не найоригінальнішими творами українського бароко були так звані «віршові іграшки» — твори експериментальні, формотворчі, певною мірою «авангардистські». Поширені були такі форми, як акростих і мезостих (у першому початкові літери кожного рядка утворювали ім'я автора, у другому — потрібні слова складалися з літер, що знаходилися посередині вірша), кабалістичні вірші (числове значення слов'янської абетки давало можливість підрахувати рік написання твору), фігурні вірші (друкувались у формі хреста, яйця, чарки тощо). І. Величковський створює «раки літеральні» — вірші, рядки яких можна читати однаково як справа наліво, так і зліва направо («Анна пита мя я мати панна…»), алфавітний вірш, слова якого починаються з літер алфавіту («Аз благ всѣх глубина, // Дѣва єдина…»), вірш-Протей, що створювався за допомогою механічної перестановки слів з місця на місце:
Яко ниву рясно плоди украшают,
Тако діву красно роди ублажают.
Ниву рясно плоди украшают яко,
Діву красно ублажают тако.
Рясно плоди украшают ниву,
Красно роди ублажают тако діву…
Вірш того ж таки Величковського, із використанням відлунювання
 — Что плачеши, Адаме? Земного ли края?
 — Рая.
 — Чому в онь не внійдени? Боїш ли ся брани?
 — Рани […]
Розвивається й українська барокова проза: повісті й оповідання як релігійного характеру (Д. Туптало, П. Могила), так і світського («Римська історія»). Поширюється в Україні демонологічна повість і авантюрне оповідання. Набув розквіту й український бароковий театр. Народжується принесена із Заходу шкільна драма, у творах якої використані мотиви та образи як християнства, так і античності. Поширюються великодні й різдвяні драми, п'єси типу європейських міраклю та мораліте. У XVIII столітті з'являються й чисто світські драматичні твори на сюжети з української та всесвітньої історії («Володимир» Ф. Прокоповича, «Фотій» Г. Щербацького, «Благоутробіє Марка Аврелія» М. Козачинського). З комедійних жанрів драми в українському бароко існували інтермедії («Продав кота в мішку», «Найліпший сон»).
Значення бароко в українській літературі XVII—XVIII століть важко переоцінити. Будучи першим загальноєвропейським літературним напрямом в Україні, бароко взяло на себе такі важливі ренесансні функції, як секуляризація й гуманізація духовної культури, зокрема літератури. Адже в Україні доби Відродження не існувало.